# Marion Torrent
Marion Torrent (Châlons-en-Champagne, 17 aprile 1992) è una calciatrice francese, difensore del Montpellier.

## Carriera

### Club
Cresciuta nelle giovanili del Montpellier, rimane fedele alla squadra per tutto il resto della carriera. Entrata formalmente in rosa con la prima squadra nella stagione 2006-2007, fa il suo debutto in Division 1 Féminine il campionato successivo.

### Nazionale
Torrent inizia a essere convocata dalla Federcalcio francese (FFF) dal 2007, chiamata dal tecnico federale Gérard Sergent per indossare la maglia della formazione under 17, con la quale debutta il 17 giugno nell'amichevole vinta 4-1 sulle pari età della Polonia, per poi essere inserita nella rosa della squadra impegnata alla Nordic Cup. Sergent la chiama anche per le qualificazioni all'Europeo 2009 di categoria, giocando da titolare tutti gli incontri delle due fasi di qualificazione, dove segna anche la sua prima rete per le Bleues all'Armenia, e, ottenuto l'accesso alla fase finale, la semifinale del 22 giugno, persa 4-1 con la Germania, che poi si aggiudicherà il torneo, e tre giorni più tardi la finale per il terzo posto vinta 3-1 sulla Norvegia. In tre anni, tra partite ufficiali e amichevoli, Torrent totalizza con questa giovanile 13 presenze e una rete.
Sempre nel 2008 veste anche la maglia dell'under 16 impegnata alla Nordic Cup, giocando durante il torneo quattro incontri.
Del 2010 è il suo passaggio alla under 19, chiamata dal tecnico Jean-Michel Degrange per il Torneo di La Manga, dove debutta il 1º marzo nell'incontro vinto per 2-1 con le pari età della  Norvegia. In seguito Degrange la convoca per l'Europeo di Macedonia 2010, dove scende in campo in 4 incontri e condivide con le compagne la conquista del secondo titolo di Campione d'Europa di categoria, e l'anno seguente sia al Torneo di La Manga e sia nelle qualificazioni all'Europeo di Italia 2011 dove la Francia non riesce ad accedere alla fase finale. Nei due anni che indossa la maglia delle U-19 totalizza 14 presenze.
Grazie alla vittoria a Macedonia 2010, la Francia ottiene, con la formazione under 20, l'accesso al Mondiale di Germania 2010. Degrange conferma Torrent inserendola tra le giocatrici in rosa per il torneo, impiegandola nel solo incontro del gruppo A del 13 luglio pareggiato 1-1 con la Colombia e dove la Francia, che termina al terzo posto con una vittoria, un pareggio e una sconfitta, viene eliminata già alla fase a gironi.
Tra il 2014 e il 2017 viene chiamata nella nazionale B, dove totalizza tra amichevoli e Istria Cup 2017 9 presenze e 2 reti, e sempre nel 2017 arriva la sua prima convocazione nella nazionale maggiore, chiamata dal Commissario tecnico Corinne Diacre che la fa scendere in campo da titolare nell'amichevole del 15 settembre vinta 1-0 con l'Cile. Da allora Diacre continua a convocare Torrent nelle amichevoli in preparazione al Mondiale di Francia 2019 e alla SheBelieves Cup 2018, dove gioca due delle tre partite della competizione, decidendo in seguito di inserirla nella lista delle 23 giocatrici convocate per il Mondiale casalingo annunciata dalla federazione francese il 2 maggio 2019.

## Statistiche

### Presenze e reti nei club
Statistiche aggiornate al 10 ottobre 2024.
| Stagione           | Squadra            | Campionato         | Campionato | Campionato | Coppe nazionali | Coppe nazionali | Coppe nazionali | Coppe continentali | Coppe continentali | Coppe continentali | Altre coppe | Altre coppe | Altre coppe | Totale | Totale |
| Stagione           | Squadra            | Comp               | Pres       | Reti       | Comp            | Pres            | Reti            | Comp               | Pres               | Reti               | Comp        | Pres        | Reti        | Pres   | Reti   |
| ------------------ | ------------------ | ------------------ | ---------- | ---------- | --------------- | --------------- | --------------- | ------------------ | ------------------ | ------------------ | ----------- | ----------- | ----------- | ------ | ------ |
| 2007-2008          | Montpellier        | D1                 | 4          | 0          | CF              | -               | -               | -                  | -                  | -                  | -           | -           | -           | 4      | 0      |
| 2008-2009          | Montpellier        | D1                 | 8          | 0          | CF              | 2               | 0               | -                  | -                  | -                  | -           | -           | -           | 10     | 0      |
| 2009-2010          | Montpellier        | D1                 | 14         | 0          | CF              | 1               | 0               | UWCL               | 6                  | 0                  | -           | -           | -           | 21     | 0      |
| 2010-2011          | Montpellier        | D1                 | 19         | 0          | CF              | 5               | 0               | -                  | -                  | -                  | -           | -           | -           | 24     | 0      |
| 2011-2012          | Montpellier        | D1                 | 16         | 1          | CF              | 3               | 1               | -                  | -                  | -                  | -           | -           | -           | 19     | 2      |
| 2012-2013          | Montpellier        | D1                 | 19         | 1          | CF              | 4               | 0               | -                  | -                  | -                  | -           | -           | -           | 23     | 1      |
| 2013-2014          | Montpellier        | D1                 | 20         | 0          | CF              | 1               | 0               | -                  | -                  | -                  | -           | -           | -           | 21     | 0      |
| 2014-2015          | Montpellier        | D1                 | 20         | 1          | CF              | 4               | 0               | -                  | -                  | -                  | -           | -           | -           | 24     | 1      |
| 2015-2016          | Montpellier        | D1                 | 18         | 0          | CF              | 6               | 0               | -                  | -                  | -                  | -           | -           | -           | 24     | 0      |
| 2016-2017          | Montpellier        | D1                 | 21         | 0          | CF              | 3               | 0               | -                  | -                  | -                  | -           | -           | -           | 24     | 0      |
| 2017-2018          | Montpellier        | D1                 | 18         | 0          | CF              | 4               | 0               | UWCL               | 6                  | 0                  | -           | -           | -           | 28     | 0      |
| 2018-2019          | Montpellier        | D1                 | 22         | 3          | CF              | 1               | 0               | -                  | -                  | -                  | -           | -           | -           | 23     | 3      |
| 2019-2020          | Montpellier        | D1                 | 13         | 0          | CF              | 2               | 0               | -                  | -                  | -                  | -           | -           | -           | 15     | 0      |
| 2020-2021          | Montpellier        | D1                 | 18         | 0          | CF              | 1               | 0               | -                  | -                  | -                  | -           | -           | -           | 19     | 0      |
| 2021-2022          | Montpellier        | D1                 | 20         | 0          | CF              | 3               | 0               | -                  | -                  | -                  | -           | -           | -           | 23     | 0      |
| 2022-2023          | Montpellier        | D1                 | 21         | 1          | CF              | 2               | 0               | -                  | -                  | -                  | -           | -           | -           | 23     | 1      |
| 2023-2024          | Montpellier        | D1                 | 20         | 2          | CF              | 1               | 0               | -                  | -                  | -                  | -           | -           | -           | 21     | 2      |
| Totale Montpellier | Totale Montpellier | Totale Montpellier | 291        | 9          | -               | 43              | 1               | -                  | 12                 | 0                  | -           | -           | -           | 346    | 10     |
| Totale carriera    | Totale carriera    | Totale carriera    | 291        | 9          | -               | 43              | 1               | -                  | 12                 | 0                  | -           | -           | -           | 346    | 10     |

## Palmarès

### Club
- Coppa di Francia: 1

Montpellier: 2008-2009

### Nazionale
- Campionato d'Europa under 19: 1

Macedonia 2010